# Operatie Trickle
Onder de codenaam Operatie Trickle werden vanaf oktober 1945 Duitse krijgsgevangenen vrijgelaten. 

## Geschiedenis
Gedurende de Tweede Wereldoorlog maakte de geallieerden veel krijgsgevangenen. Tijdens Operatie Trickle werden hoofdzakelijk personen vrijgelaten die uit speciale beroepsgroepen voortkwamen. Ze moesten hun kennis gebruiken voor de wederopbouw van Duitsland. Het ging onder andere om landbouw-, voedsel- en transportdeskundigen. Operatie Trickle was een vervolg van Operatie Barleycorn.